# Alejandro Ariceaga
Alejandro Ariceaga (Toluca (Estado de México), 21 de mayo de 1949 - Barcelona, España, 27 de septiembre de 2004), fue un escritor mexicano.

## Biografía
Desde muy joven realizó periodismo, literatura y promoción cultural, aunque únicamente estudió hasta el segundo grado de Educación secundaria. Fue ayudante de talleres, crucigramista, articulista y coordinador de una plana cultural en El Sol de Toluca. Hizo periodismo cultural desde la década de 1960 en la Revista Mexicana de cultura de El Nacional, ¡La cultura en México de Siempre!, El Universal, Rumbo del Estado de México, CAMBIAVÍA, y otros periódicos y revistas.

## Actividades literarias
En 1964 se integró a tunAstral donde se publicó la colección Letras de hoy, en coedición con la Universidad Autónoma del Estado de México. Dentro de esta recopilación, se encuentran su obra Clima templado con un tiraje de 1,000 ejemplares y que hasta el momento se encuentra agotado. En la Ciudad de México trabajó para el Instituto Nacional de Bellas Artes y algunos periódicos nacionales. En 1980 fundó el primer suplemento cultural toluqueño, Vitral, y lo coordinó hasta 1989. También estableció y coordinó varias revistas culturales.
En 1983 fundó el Centro Toluqueño de Escritores (CTE) que es un espacio digno y crítico para el ejercicio literario. Decenas de escritores han publicado su primer libro en el CTE y éste ha impulsado la carrera, ahora consolidada, de muchos más.
Fue secretario de organización de la UEMAC. Se desempeñó igualmente como jefe del Departamento de Ediciones del Instituto Mexiquense de Cultura. Murió en la ciudad de Barcelona, en España el 27 de septiembre de 2004, a donde había viajado para presentar Camada maldita, uno de sus libros. Representante de la literatura de la onda, en ella se habla del alcohol y como los jóvenes escritores de esa época son considerados una escoria que no sirve a la sociedad.

## Obras
- 1967: Cuentos Alejandrinos.
- 1973: La otra gente.
- 1980: La identidad secreta del camaleón antiguo.
- 1981: A corto plazo.
- 1983: Clima templado.
- 1985: Ciudad tan bella como cualquiera.
- 1995: Bustrófedon y otros bichos.
- 1997: Placeres.
- 2000: Plañidos del vacante.
- 2001: Placeres3.
- 2002: Camada maldita.